# Équipe du Congo féminine de football
Cet article traite de l'équipe féminine. Pour l'équipe masculine, voir Équipe du Congo de football.
Ne doit pas être confondu avec Équipe de République démocratique du Congo féminine de football.
Maillots
L'équipe du Congo féminine de football est l'équipe nationale qui représente la république du Congo dans les compétitions internationales de football féminin. Elle est gérée par la Fédération du Congo de football.
Le Congo joue son premier match officiel le 30 mai 2004 à Malabo contre la Guinée équatoriale (match nul 2-2). Les Congolaises ont participé à une phase finale de Championnat d'Afrique de football féminin, en 2006, où elles sont éliminées au premier tour. La sélection n'a jamais participé à une phase finale de Coupe du monde ou des Jeux olympiques.

## Classement FIFA
| Année              | 2004 | 2005 | 2006 | 2007 | 2008 | 2009 | 2010 | 2011 | 2012 | 2013 | 2014 | 2015 | 2016 | 2017 | 2018 |
| ------------------ | ---- | ---- | ---- | ---- | ---- | ---- | ---- | ---- | ---- | ---- | ---- | ---- | ---- | ---- | ---- |
| Classement mondial | 110  | 109  | 118  | 144  | 87   | 79   | 128  | 136  | 131  | 118  | 133  | 99   | 91   | 119  | 99   |
| Classement CAF     | 14   | 14   | 19   |      | 12   | 10   |      |      |      |      |      | 12   | 14   |      |      |